# Константінос Теотокіс
Константі́нос Теото́кіс (грец. Κωνσταντίνος Θεοτόκης; 13 березня 1872, Керкіра, Греція — 1 липня 1923, Керкіра, Греція) — грецький письменник і перекладач, впливовий представник Іонічної школи.

## Біографія

### Навчання та перші публікації
Константінос Теотокіс народився на Керкірі й був нащадком аристократичної родини, члени якої були наближені до політики і дипломатії ще з 14-го ст. Відвідував заняття з філології, математики, медицини та хімії в Паризькому університеті, однак не отримав жодного диплома. Крім французької, вивчив англійську, німецьку, італійську, латину і санскрит. Завдяки знанню багатьох мов, юнак вправлявся у перекладі як прози, так і поезії. У віці 19-ти років французькою написав свій перший твір «Життя гори», який опублікував у «Гермесі Франції».

### Повернення до Греції та повстанська діяльність
Після того, як Теотокіс повернувся в Грецію, він оселився в селі Карусадес. Почав спілкуватися з поетом Мавілісом й одним з перших приєднався до «руху димотикістів». Здається, тоді у нього з'явилися і перші соціалістичні ідеї, з яких формуються його праці. У 1896 році як доброволець взяв участь у Критському повстанні, а в 1897 році у Фессалії очолив Греко-турецьку війну. Під час Першої світової війни брав активну участь у Русі народної самооборони (у Салоніках). Тоді він і зрікся отриманої в спадок нерухомості в Австрії (1917).

### Публікації в журналах і перекладацька діяльність
Значний внесок у грецьку літературу зробила проза Теотокіса. У романах: «Честь та гроші», «Життя і смерть Каравеласа», «Засуджений» і «Раби в своїх оковах», — виділяються драматичність оповіді і реалістичне зображення життя в описовій манері, які були навіяні філософськими настроями. Короткі оповідання письменника, які спочатку публікувалися в журналі «Мистецтво» Константіноса Хадзопулоса і в «Нумасі», і які потім були відомі під назвою «Корфські історії», були написані з тією простотою і стриманістю керкірського життя того періоду, з грубими й суворими малюнками. На ранній період писемницької діяльності Теотокіса вплинув Ніцше. Серед поетичних творів домінують переклади Шекспіра «Буря», «Макбет», «Король Лір», «Отелло». Також переклав «Георгіки» Вергілія, «Германа і Доротею» Гете, «Федона» Платона, і з санскриту: «Сакунтала», «Малавіка» і «Агнімітра». Написав також декілька сонетів, які виділяються витонченістю почуттів.

### Останні роки і смерть
Оскільки Константінос Теотокіс був знайомий із соціалізмом, то брав участь у створенні Соціалістичного товариства і Асоціації взаємодопомоги Керкіри (1910-1914); у той же час підтримував рух за емансипацію жінок. Активно займався безпосередньою просвітницькою діяльністю серед робітників і селян, брав участь в ідеологічній полеміці на сторінках преси, мужньо захищаючи і підтримуючи всі прогресивні громадські починання.
Помер на Керкірі першого липня 1923 року від раку.

## Творчість

### Оповідання і повісті
Теотокіс був досвідченим аналітиком класової розділеності і неминучих конфліктів свого часу. Основою його прози є пристрасть і романтизм, але зв'язок митця з соціалізмом і його теоретичними основами призвів до того, що письменник постійно цікавився безпосередньо соціальними колізіями, які він намагався виразити через людські конфлікти, часто надзвичайно напружені. У цих конфліктах людська свідомість нерозривно пов'язана з навколишнім середовищем, вона є в центрі уваги. Незважаючи на те, що сам він був вигнанцем з свого класу й ідеології, поет ніколи не намагався «прив'язати» до цього свої твори, він був вищим за це. Тому його літературна спадщина досі залишається актуальною і привертає увагу багатьох читачів.
Як і інші його сучасники, Теотокіс вийшов з побутоописової школи, але вже перші його оповідання кінця 19 ст. виявляють у стильовій манері автора формування рис реалізму. За пильною увагою до побутових деталей вгадується не сентиментально-ідилічне милування патріархальним сільським життям, а прагнення виявити різноманітну детермінованість характерів обставинами середовища і часу. Його бачення дійсності вільне від націоналістичних ілюзій, насичене вимогливим гуманістичним критицизмом.
Перші оповідання письменника, написані на рубежі століть, «Позика», «Ще?», «Життя в селі», «Чесний світ» — скупі, суворі художні свідчення, в яких прагнення до достовірності часто набуває натуралістичного забарвлення, — містять зерна усвідомленого протесту проти соціальної несправедливості, яка породжує не тільки лихо, злидні, невігластво, а й жахливі пороки, калічить людську особистість.
У наступних творах Теотокіса потяг до осягнення глибинних причин хвилюючих його соціальних явищ спонукає письменника до вибору розгорнутої фабули і просторішої прозової форми. Так, у повісті «Честь і гроші», яка була надрукована в «Нумасі» в 1912 р. і видана окремою книгою в 1914 р., Теотокіс виходить далеко за межі документальної фіксації виразних самих по собі драматичних життєвих колізій. Вже назва новели відображає її центральну проблему — вбивчу для честі людини, для всього світу її почуттів владу грошей, яка стає головним двигуном життя суспільства. Конфлікт повісті розвивається на ретельно виписаному конкретному соціальному тлі, що вміщає не тільки безпосередньо пов'язані з ним історичні обставини — розорення і деградацію напівфеодального стану, висування представників нової, капіталістичної формації, зростання самосвідомості в робочому середовищі, а й панораму більш обширну — картину бюрократичної держави з жадібним і бездушним механізмом управління, з фальшивою демагогією офіційних обіцянок.

### Роман
Після повісті «Честь і гроші» Теотокіс приступив до здійснення ще більш масштабного задуму — роману «Раби в своїх оковах» (робота над ним буде в основному завершена в 1916 р., але у світ роман вийде лише в 1922 р.). Звертаючись все до тієї ж теми — виродження аристократії, яка марно намагається утримати свої привілеї і готова на будь-який компроміс, а також зростання ролі буржуа, у середовище яких пробиваються і спритні вискочки з низів, — Теотокіс намагається висвітлити у ній нову грань, виявити еволюцію соціального феномена у часі. Він зазначає, наскільки швидко втрачають буржуа вихідний динамізм творчої діяльності, і пов'язує надії на громадське оновлення з соціалістичними ідеями, носієм яких виступає в романі Алкіс Созоменос. Це один з перших в грецькій літературі образів нового героя, що не засвоює сформованих суспільних установок, що шукає шлях активної дії. Вірний історичній правді, Теотокіс не приховує природних слабкостей (вагання, абстрактний альтруїзм), якими відзначені перші кроки соціалістичного руху в Греції, але, безумовно, віддає свої симпатії ідей радикального перетворення суспільства, звільнення його від кайданів соціальної несправедливості.
Поряд з притаманною письменникові художньої об'єктивністю в романі «Раби в своїх оковах» помітно посилюється оцінний первень. Реалістичне мистецтво Теотокіса піднімається на нову висоту, набуває ще більшої соціально-критичної сили. Перекладач Флобера і Тургенєва, знавець сучасної західної та російської реалістичної літератури, він відкриває в грецькій прозі нові ідейно-естетичні горизонти, до яких — своїми шляхами — починають спрямовуватися й інші його співвітчизники.